# Березки (Коростишівська волость)
Березки (рос. Березки) — колишня ферма у Коростишівській волості Радомисльського повіту Київської губернії.

## Історія
В 1900 році — власницька ферма, налічувала 1 двір та 13 мешканців, з них 7 чоловіків та 6 жінок. Відстань до повітового центру, м. Радомисль, складала 18 верст, до волосної управи в міст. Коростишів, де знаходилась також найближча телеграфна та казенна і земська поштові станції — 7 верст, до найближчої залізничої станції, в Житомирі, 35 верст, до пароплавної станції в Києві — 97 верст.
Заняттям мешканців було рільництво, застосувалась чотирипільна система обробітку. Землі, в кількости 70 десятин, належали Владиславу Лук'яновичу Нацевичу.
Станом на 1924 рік не перебувала на обліку населених пунктів.